# Mara Lapia
Mara Lapia, née le 22 août 1976 à Nuoro (Italie), est une avocate et femme politique italienne.

## Biographie
Mara Lapia naît le 22 août 1976 à Nuoro.
Elle est élue députée lors des élections générales de 2018.